# Z 200 (Savoie)
Pour les articles homonymes, voir Z 200.
,
Les Z 200 sont des fourgons automoteurs à traction électrique et alimentés par troisième rail. Ils ont circulé sur la ligne Saint-Gervais-Vallorcine dès la fin de sa construction. Ils sont complétés par les ZS 10000, des voitures et wagons de construction similaire.

## Caractéristiques techniques

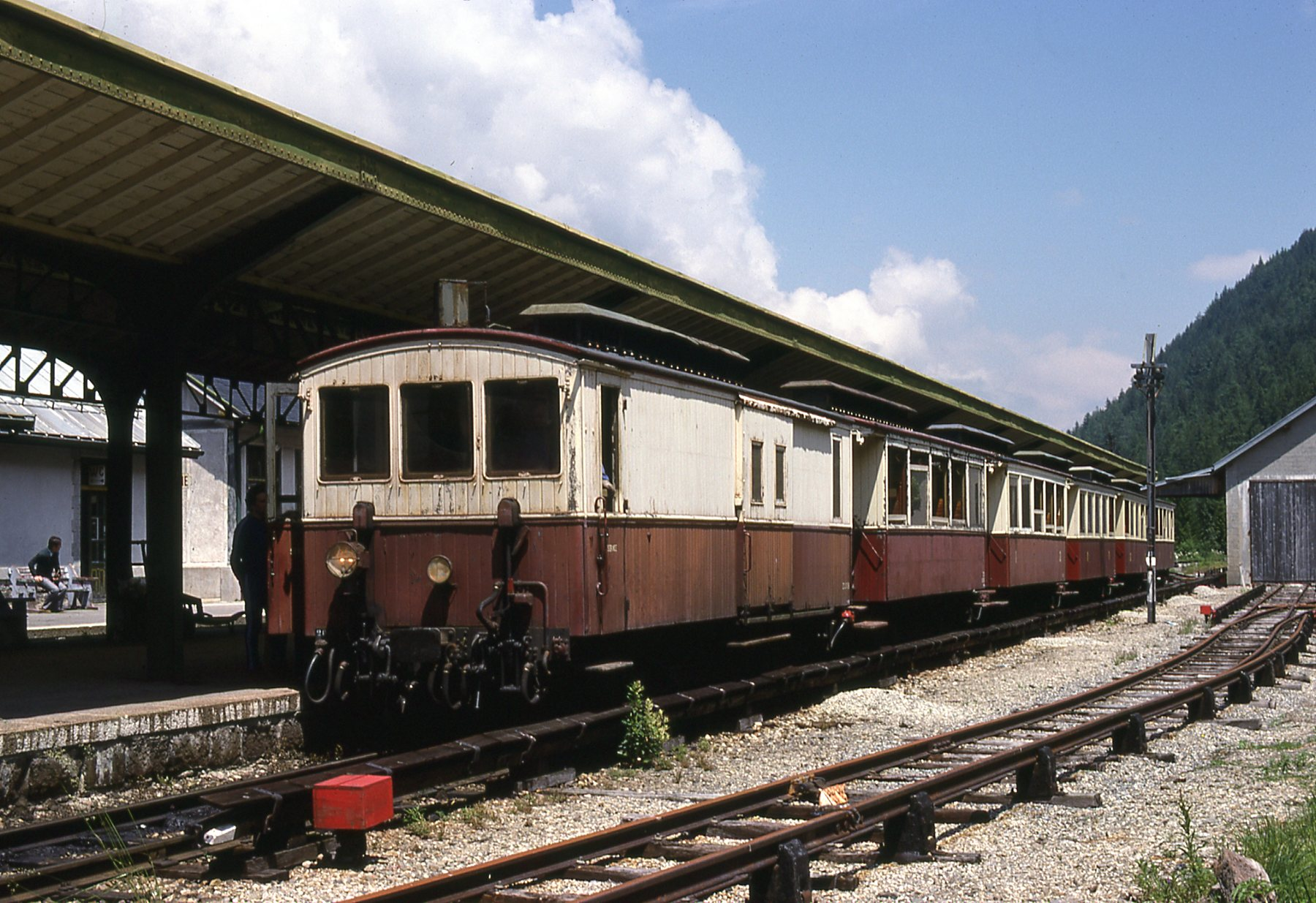
Z 200 à Vallorcine en 1979.

En raison des fortes déclivités présentes sur la ligne, il a été décidé au départ que tous les véhicules seraient moteurs, aussi bien les fourgons que les wagons ou les voitures. Pour des questions d'économie notamment, tous les véhicules sont donc de conception similaire : ils reposent sur un truck moteur de modèle unique, composé de deux longerons sur lequel sont fixés les deux essieux moteurs. Un châssis métallique et une caisse, spécifiques au type de véhicule souhaité, sont ensuite fixés sur le truck. 
Pour la motorisation, chaque truck est équipé de deux moteurs CEM de 48 kW chacun, alimentés par des frotteurs latéraux (deux de chaque côté).
La conduite du train s'effectue par commande pneumatique des servomoteurs situés sur chaque véhicule, depuis le fourgon automoteur de tête. Ce système de servocommande est l'œuvre de l'ingénieur Louis Auvert, dont les Z 200 en constituent l'unique application.
Concernant le système de freinage, les trucks sont équipés de deux types de freins :
- un frein à sabots qui s'applique sur les roues ;
- un frein à mâchoires de secours qui enserre le rail central de sécurité installé sur les pentes de 70 mm/m ou plus[6].

Les Z 200 et ZS 10000 sont couplables en unité multiple, mais seuls les fourgons automoteur Z 200 disposent d'une cabine de conduite : tous les trains sont donc composés avec un Z 200 en tête (sauf avec les wagons chasse-neige à étraves ZS 10450 et ZS 10451, et avec le chasse-neige rotatif Z 450 qui se situent donc de par leur mission avant le Z 200 de tête).

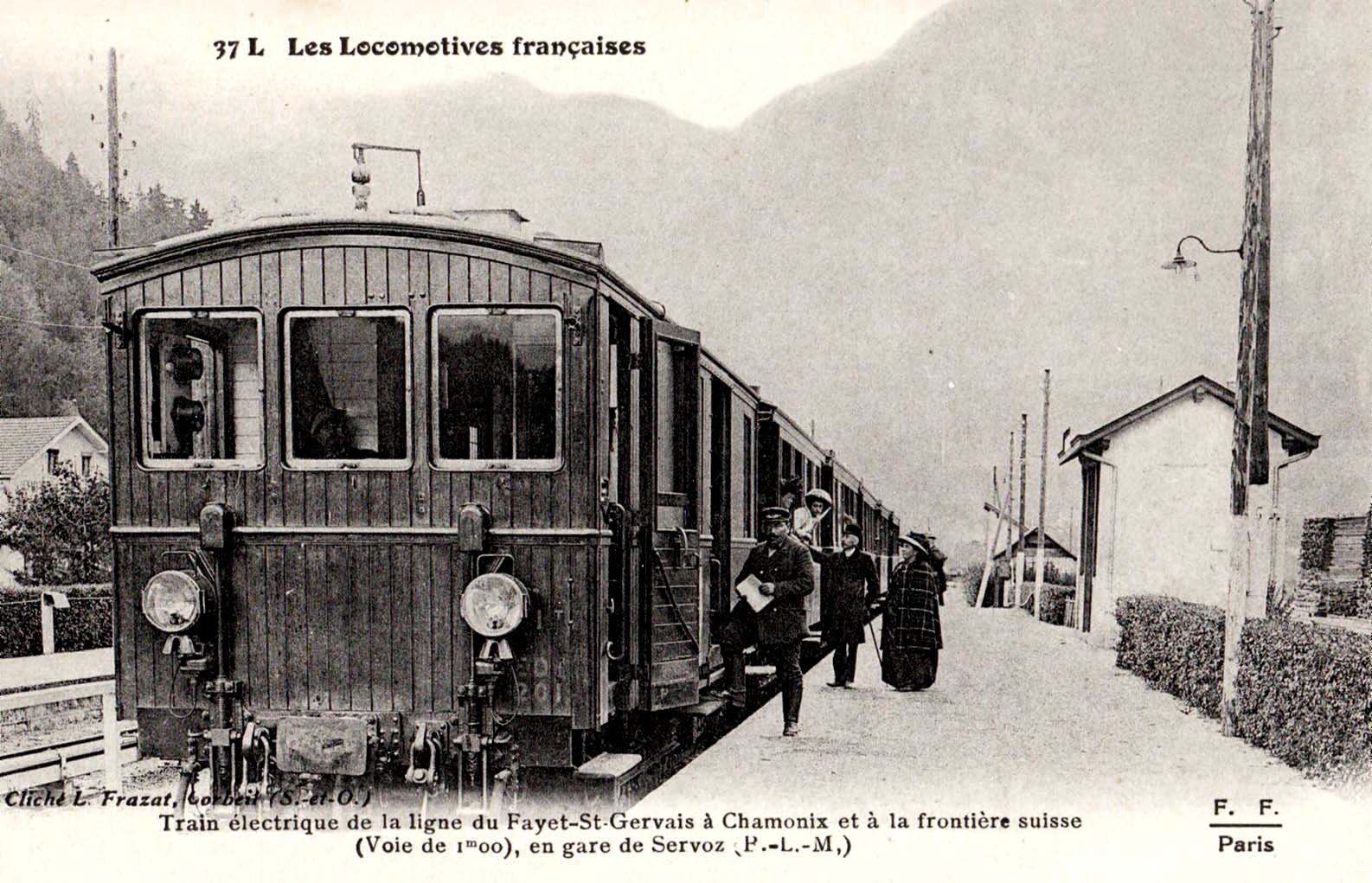
Z 201 en gare de Servoz

Ce matériel, vieillissant dans les années 1950, doit être remplacé par de nouvelles automotrices (qui seront les Z 600). Néanmoins, une partie du parc est conservée en renfort. Cependant, l'arrivée des Z 600 s'accompagne aussi d'un changement de tension d'alimentation (passage de 600 à 850 V), le matériel conservé est donc adapté entre 1957 et 1958. 
Les Z 200 sont encore employés fréquemment jusqu'au début des années 1970, puis se raréfient considérablement, les dernières unités étant radiées en 1985-1986.

## Livrées
À l'origine, les fourgons parois en teck sont simplement vernies et ornées d'un galon de couleur jaune jonquille à mi-hauteur de caisse. Au milieu des années 1920, les parois en teck sont peintes dans le bleu et crème du PLM. En fin de carrière la livrée est rouge/bordeaux et crème.

## Préservation
- Z 209 : préservé par la Cité du train et exposé à Mulhouse dans la thématique « Trains de montagne » en livrée bleu et crème du PLM. Il a été mis en service en 1902 et radié en 1985 après avoir parcouru 800 000 km[9] ;
- Z 216 : préservé par le Chemin de Fer de Bon Repos (CFBR)  Classé MH (1986)[10] ;
- ZS 10003 (voiture) : préservée par le Chemin de Fer de Bon Repos (CFBR)  Classé MH (1986)[11] ;
- ZS 10004 (voiture) : préservée par le Chemin de Fer de Bon Repos (CFBR)  Classé MH (1986)[12] ;
- ZS 10212 (wagon plat à traverse pivotante) : préservé par le Chemin de Fer de Bon Repos (CFBR)  Classé MH (1986)[13] ;
- ZS 10316 (wagon couvert) : préservé par le Chemin de Fer de Bon Repos (CFBR)  Classé MH (1986)[14] ;
- ZS 10420 (wagon tombereau) : préservé par la Cité du train et exposé à Mulhouse dans la thématique « Trains de montagne » ;
- ZS 10422 (wagon tombereau) : préservé par le Chemin de Fer de Bon Repos (CFBR)  Classé MH (1986)[15] ;
- ZS 10450 (wagon chasse-neige à étrave) : préservé en monument en gare de Saint-Gervais-les-Bains (Haute-Savoie) ;
- Z 450 (chasse-neige rotatif) : préservé par le Chemin de Fer de Bon Repos (CFBR)  Classé MH (1986)[16].

### À Saint-Georges-de-Commiers
La voiture ZS 10501 (bar) et la remorque ZR 20426 (salon) ont été transformées en buvette en gare de Saint-Georges-de-Commiers.
Dans cette même gare se trouvent plusieurs autres véhicules, conservés à l'air libre et en très mauvais état. Il s'agit des voitures automotrices ZS 10066, 10118 et 10119.

## Modélisme
Les Z 200 ont été reproduites à l'échelle HOm par Malutram en 2006.